# Wayne King
Harold Wayne King (* 16. Februar 1901 in Savanna, Illinois; † 16. Juli 1985 in Paradise Valley, Arizona) war ein US-amerikanischer Saxophonist und Orchesterleiter der Big-Band-Ära. Wegen seines selbstgeschriebenen Hits The Waltz You Saved for Me wurde er auch als „Walzerkönig“ bezeichnet. Zu seinen größten Erfolgen in den 1930er Jahren gehörten Dream a Little Dream of Me, Good Night Sweetheart und Josephine.

## Biografie
In seiner Jugend lernte Wayne King Saxophon, er war aber auch ein erfolgreicher Sportler. Er spielte sogar kurzzeitig professionell Football für die Canton Bulldogs. Er gab aber den Sport und auch ein Studium an der Valparaiso University für die Musik auf. Zuerst spielte er Saxophon in der Big Band von Paul Whiteman und 1927 gründete er sein eigenes Orchester. 1929 unterschrieb er beim Label RCA/Victor und machte erste Plattenaufnahmen. Schnell hatte er erste Erfolge und Ende 1930 seinen ersten Hit mit The Waltz You Saved for Me. Das Lied hatte er selbst zusammen mit Emil Flindt und Gus Kahn geschrieben. Es wurde sein Markensong, den er gewöhnlich am Ende seiner Auftritte spielte. Ein zweiter früher Hit, den er selbst mit Kahn und William Harold geschrieben hatte, war Goofus.
Meist nahm er jedoch fremde Songs auf. 1931 machte er Dream a Little Dream of Me erstmals zu einem Hit. Das Lied gibt es in zahllosen Aufnahmen weit über die Swing-Ära hinaus. Bei Good Night, Sweetheart teilte er sich den Erfolg mit Guy Lombardo, dessen Aufnahme ähnlich erfolgreich war. Häufig war Ernie Burchill der Sänger wie bei Dream a Litte Dream of Me oder I Don’t Know Why (I Just Do). King sang aber auch selbst wie bei Adorable (1933) oder er trug ein Saxophonsolo bei wie bei Song of Surrender (1934), insgesamt ließ die Popularität aber etwas nach.
1937 kehrte King mit mehreren Erfolgen zurück, zum Beispiel mit Trust in Me und mit Josephine, seinem dritten selbstgeschriebenen Hit. Weitere Hits folgten, darunter Maria Elena, wo er nach Jimmy Dorsey die zweiterfolgreichste Version einspielte, und Souvenir de Vienne, das Thema aus dem Film Intermezzo. Danach diente er im Zweiten Weltkrieg in der US Army und ließ die Musik bis zum Ende des Kriegs ruhen. Das Interesse an King kehrte danach aber nicht mehr zurück und mit der Zeit ließ auch das Interesse an der Big-Band-Musik nach. Während andere Orchester sich in den 1950er Jahren auflösten, war Wayne King and his Orchestra bis in die 80er Jahre hinein noch aktiv.
1960 wurde er mit einem Stern auf dem Hollywood Walk of Fame geehrt. Von 1932 bis zu seinem Tod war er mit der Schauspielerin Dorothy Janis verheiratet. Wayne King starb 1985 im Alter von 84 Jahren.

## Diskografie
Hinweis: In den 1930er Jahren gab es in den USA noch keine offiziellen Charts. Joel Whitburn hat die Daten 1986 aufgrund verschiedener Bestenlisten aus dieser Zeit zusammengestellt. Sein Buch Pop Memories 1890–1945 gilt als Standardreferenz für die Zeit.

| Jahr | Titel Album                                  | Höchstplatzierung, Gesamtwochen, AuszeichnungChartsChartplatzierungen (Jahr, Titel, Album, Platzierungen, Wochen, Auszeichnungen, Anmerkungen) | Anmerkungen                                                                     |
| Jahr | Titel Album                                  | US | Anmerkungen                                                                     |
| ---- | -------------------------------------------- | --- | ------------------------------------------------------------------------------- |
| 1930 | Song of the Islands –                        | US12US |                                                                                 |
| 1930 | On a Blue and Moonless Night –               | US17US | Sänger: Ernie Burchill                                                          |
| 1930 | The Waltz You Saved for Me –                 | US4US | Autoren: Wayne King, Emil Flindt, Gus Kahn                                      |
| 1930 | (I Am Only the Words) You Are the Melody –   | US14US | Film: Just Imagine; Sänger: Ernie Burchill                                      |
| 1931 | Goofus –                                     | US10US | Autoren: Wayne King, William Harold, Gus Kahn                                   |
| 1931 | Hello, Beautiful –                           | US16US | Sänger: Ernie Burchill und Bill Enger                                           |
| 1931 | Wabash Moon –                                | US4US | Sänger: Ernie Burchill, Andy Hansen und Bill Enger                              |
| 1931 | Dream a Little Dream of Me –                 | US1US | Sänger: Ernie Burchill                                                          |
| 1931 | Star Dust –                                  | US17US |                                                                                 |
| 1931 | Good Night, Sweetheart –                     | US1US | aus: Earl Carroll’s Vanities (1931, jährliche Broadway-Revue)                   |
| 1931 | I Don’t Know Why (I Just Do) –               | US2US | Sänger: Ernie Burchill, Andy Hansen und Bill Enger                              |
| 1931 | Guilty –                                     | US11US | Sänger: Ernie Burchill                                                          |
| 1932 | Sweethearts Forever –                        | US3US | Film: The Crooner (Regie: Lloyd Bacon); Sänger: Gordon Graham                   |
| 1933 | The Moon Song –                              | US3US | Film: Hello, Everybody! (Regie: Randolph Scott)                                 |
| 1933 | Blue Danube –                                | US14US |                                                                                 |
| 1933 | When It’s Lamp-Lightin’ Time in the Valley – | US14US | Sänger: Ernie Burchil                                                           |
| 1933 | Adorable –                                   | US11US | Sänger: Wayne King                                                              |
| 1934 | Song of Surrender –                          | US16US | Film: Moulin Rouge (Regie: Sidney Lanfield)                                     |
| 1936 | Lost in My Dreams –                          | US17US |                                                                                 |
| 1936 | Mickey Mouse’s Birthday Party –              | US19US | mit Gesang                                                                      |
| 1937 | Trust in Me –                                | US5US |                                                                                 |
| 1937 | The Night Is Young and You’re so Beautiful – | US15US |                                                                                 |
| 1937 | You’re Laughing at Me –                      | US15US | Film: On the Avenue (dt. Geh’n wir bummeln)                                     |
| 1937 | Josephine –                                  | US3US | Autoren: Burke Bivens, Wayne King                                               |
| 1937 | Emaline –                                    | US14US |                                                                                 |
| 1939 | My Man –                                     | US9US | aus: Ziegfeld Follies (1921, jährliche Broadway-Revue) Originaltitel: Mon homme |
| 1939 | The Man with the Mandolin –                  | US6US | mit Gesang                                                                      |
| 1940 | You Are My Sunshine –                        | US20 (… Wo.)US | Sänger: Wayne King                                                              |
| 1941 | Maria Elena –                                | US2 (… Wo.)US |                                                                                 |
| 1941 | You Walk By –                                | US12 (… Wo.)US |                                                                                 |
| 1941 | Intermezzo (Souvenir de Vienne) –            | US5 (… Wo.)US | Film: Intermezzo                                                                |
| 1941 | ’Til Reveille –                              | US19 (… Wo.)US | (mit Gesang)                                                                    |
| 1941 | Darling, How You Lied –                      | US26 (… Wo.)US |                                                                                 |
| 1941 | Jumpin’ Jupiter –                            | US22 (… Wo.)US |                                                                                 |

grau schraffiert: keine Chartdaten aus diesem Jahr verfügbar